# Der Bulle von Tölz: Schonzeit
Schonzeit ist ein deutscher Fernsehfilm von Wolfgang F. Henschel aus dem Jahr 2007 nach einem Drehbuch von Sabine Bühring. Es ist die 61. Folge der Krimiserie Der Bulle von Tölz mit Ottfried Fischer als Hauptdarsteller in der Rolle des Hauptkommissars Benno Berghammer. Die Erstausstrahlung erfolgte am 6. März 2007 auf ORF 1.

## Handlung
Die 100-Jahr-Feier des humanistischen Hubertus-Gymnasiums in Bad Tölz steht an. Zu Hauptkommissar Benno Berghammers Ärger, jedoch zur Freude seiner Mutter Resi hat sich in ihrer Pension ein ganz besonderer Gast angekündigt: Walter Bruckner, Bennos strebsamster Klassenkamerad, der Tölz nach dem Abitur in Richtung Berlin verlassen hat, um Diplomat zu werden. Resi erhofft sich durch den hohen Besuch einen Aufschwung für ihre krisengebeutelte Pension, aber als Bruckner eintrifft, fällt sie aus allen Wolken: Er ist ein obdachloser Straßenmusiker, statt des erwarteten Butlers bringt er Hector, eine zerzauste Promenadenmischung, mit. 
Später wird der 18-jährige Gymnasiast Georg Ott am Ufer der Isar tot aufgefunden. Laut Gerichtsmediziner Dr. Robert Sprung hat ein aufgesetzter Schuss mit einer kleinkalibrigen Waffe ins Herz zum Tod geführt. Außerdem weist die Leiche ein kleines Hämatom am Oberarm und Schmauchspuren an den Händen und im Gesicht auf.
Hauptkommissar Benno Berghammer und Kommissarin Nadine Richter nehmen die Mordermittlungen auf und erfahren, dass Georgs Mitschüler und bester Freund Vinzenz Thalbach am Tatabend einen Streit mit dem späteren Mordopfer hatte. Eine Hausdurchsuchung ergibt, dass aus der Waffensammlung seines Vaters eine Pistole fehlt, die angeblich bei der letzten Jagd verloren gegangen ist. Spediteur Otto Thalbach und seine Frau geben Vinzenz ein Alibi: Ihr Sohn sei zu Hause gewesen. Sie seien zwar in München in der Oper gewesen, doch sie hätten die Vorstellung bereits in der Pause verlassen.
Der Vater des Opfers, Professor Günter Ott, sagt aus, er habe Georg von der Billardkneipe abholen wollen, doch sein Fahrrad sei nicht mehr dort gewesen, also sei er nach Hause gefahren und etwa gegen Mitternacht angekommen.
Walter Bruckner hat kurz nach Mitternacht an der Landstraße beim Ortsschild von Bad Tölz einen Schuss gehört, Augenblicke später ist ein silberfarbener Sportwagen mit Tölzer Kennzeichen an ihm vorbeigerast. Wie sich herausstellt, gehört das Fahrzeug dem Lateinlehrer Klaus Stadler, doch für den Mord kommt er nicht in Frage, weil die Entfernung zwischen Tatort und Ortsschild und der zeitliche Abstand zwischen Schuss und Vorbeifahrt nicht in Einklang zu bringen sind. Da in seinem Wagen eine Haarspange gefunden wurde, räumt der Lehrer ein, Vinz’ Freundin, die Schülerin Mona Brunner, an die Isar gebracht zu haben, weil sie ihr Fahrrad abholen wollte. Doch das sei nur ein Vorwand gewesen; sie habe ihm Avancen gemacht, denen er sich natürlich entzogen habe. Georg Ott habe sie beide im Auto gesehen und sei weggelaufen. Er habe den Jungen verfolgt und am Ufer mit Vinzenz Thalbach reden sehen. Er sei zum Auto zurückgekehrt, und weil Mona verschwunden sei, sei er alleine auf dem Feldweg Richtung Landstraße gefahren; da habe er den Schuss gehört. Vinzenz Thalbach müsse es gewesen sein.
Professor Ott wird bei einem Schussattentat schwer verletzt. Staatsanwalt Dr. Georg Lenz, der wegen eines abgefahrenen Rückspiegels eine Art Privatkrieg gegen Thalbach führt, glaubt an eine Eifersuchtstat, doch Benno lehnt diese Theorie instinktiv ab. Doch Dr. Lenz bleibt bei der Meinung, denn der Junge hat einmal die Lehrerin Dr. Anita Köstler am Kragen gepackt und sie eine Schlampe genannt. Professor Ott hat beim Kultusminister interveniert, weil Thalbach keinen Schulverweis dafür bekommen hat. Die Kommissare erfahren von Frau Köstler, dass sie seit etwa einem Jahr ein Verhältnis mit Professor Ott pflegt. Sie sagt, er sei bei ihr gewesen, als Georg erschossen worden sei. Benno Berghammer fällt ein, dass der Professor im Beisein seiner Frau behauptet hat, gegen Mitternacht zu Hause gewesen zu sein. Damit war für Vera Ott klar, dass ihr Mann sie betrügt. Als die Kommissare sie wegen versuchten Mordes an ihrem Mann festnehmen, leistet sie keinen Widerstand.
Mona Brunner bekommt allmählich Gewissensbisse und erzählt Berghammer, dass Georg Ott seinerzeit die Pistole an sich genommen und samt Munition in Thalbachs Jagdhütte versteckt hat. Auch erweist sich Vinzenz Thalbachs Alibi als falsch; seine Eltern haben das Parkhaus in München erst kurz nach Mitternacht verlassen.
Als der Kommissar herausfindet, dass der Lateinlehrer Stadler Georg Ott für eine einwandfreie Übersetzung die Note 6 gegeben hat, weil dieser seine Banknachbarin Mona Brunner hat abschreiben lassen, wird ihm klar, dass der Schüler sich selbst das Leben genommen hat, weil er bereits zum zweiten Mal durchgefallen wäre, was sein Ende am Gymnasium bedeutet hätte. Da Vinzenz Thalbach kurz vor dem Schuss zusammen mit Georg Ott gesehen wurde, liegt die Vermutung nahe, dass er die Waffe in die Isar geworfen und nun wieder an sich genommen hat, denn die Suche verläuft ergebnislos. Die Kommissare eilen zu Klaus Stadler und treffen dort Vinzenz Thalbach an, der seinen Lehrer mit der Pistole bedroht. Der Junge händigt die ungeladene Waffe aus und gibt als Grund für sein Schweigen an, dass er nicht wollte, dass Stadler einfach so davonkommt. Der eigentliche Plan von Vinzenz Thalbach und Mona Brunner war, dem überkorrekten Lehrer eine Falle zu stellen. Das Mädchen sollte ihn in eine verfängliche Situation bringen und so dafür sorgen, dass Stadler bei Georg ein Auge zudrückt und ihm eine 4 gibt, damit seine Chancen gewahrt bleiben.

## Hintergrund
Die Dreharbeiten erfolgten in Bad Tölz und Gaißach sowie am Erzbischöflichen St.-Ursula-Gymnasium Schloss Hohenburg Lenggries; als Schauplatz für die „Pension Resi“ diente das Hollerhaus Irschenhausen.

## Trivia
In einer der letzten Szenen gibt es eine Anspielung auf die Serie Zur Freiheit. In der Folge 34, „Isarflimmern“, singt Willi Michl seinen Song Isarflimmern. Dies will er aber nur tun, wenn er vorher eine Pfannkuchensuppe bekommt. Hierüber entsteht ein Streit mit dem Sohn der Wirtin Paula, die ebenfalls von Ruth Drexl dargestellt wird. Benno fragt seinen Freund Walter, was er am gleichen Tag für einen Streit mit Mutter Resi gehabt habe. Er sagt daraufhin, dass er gesagt habe, ohne eine Pfannkuchensuppe weigere er sich zu spielen. Jedoch hat er diese anstandslos erhalten. Daraufhin trägt er auch wieder das Lied Isarflimmern vor.

## Kritik
Die Programmzeitschrift TV Spielfilm schreibt: „Erinnert an die guten Anfänge der Serie.“